# Podocarpus angustifolius
Podocarpus angustifolius é uma espécie de conífera da família Podocarpaceae.
Apenas pode ser encontrada em Cuba.